# Phytobia correntosana
Phytobia correntosana är en tvåvingeart som först beskrevs av Malloch 1934.  Phytobia correntosana ingår i släktet Phytobia och familjen minerarflugor. Inga underarter finns listade i Catalogue of Life.